# プラスチベース
プラスチベース（英: Plastibase）とは大正製薬製造販売の炭化水素ゲル軟膏基剤である、。内容物として流動パラフィン95 %、ゲル化剤としてポリエチレン樹脂5 %を含む。1959年2月16日に発売され古くから使われている。10 gあたり47.90円と安価である。（2014年 薬価）

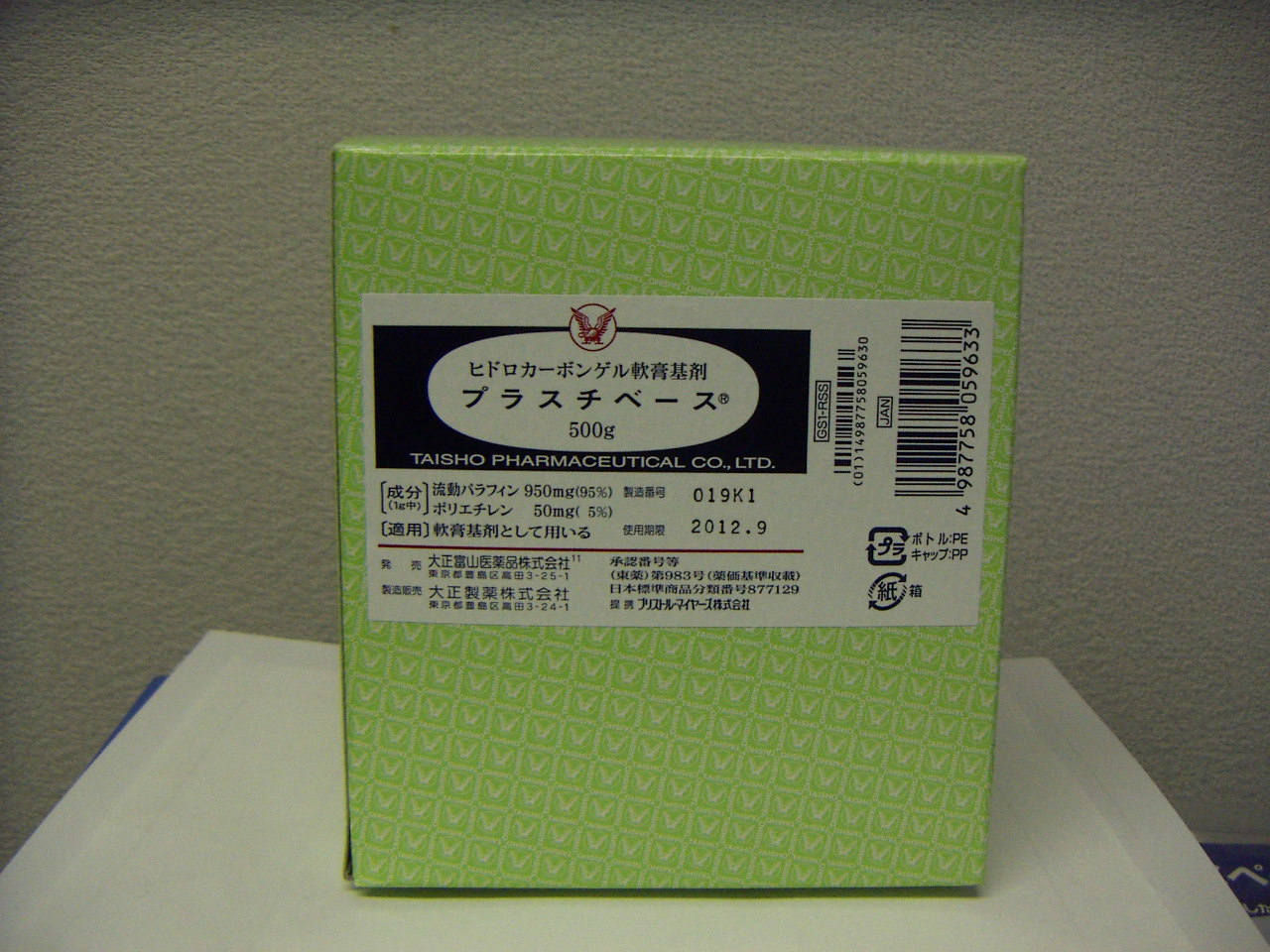
プラスチベース製品写真
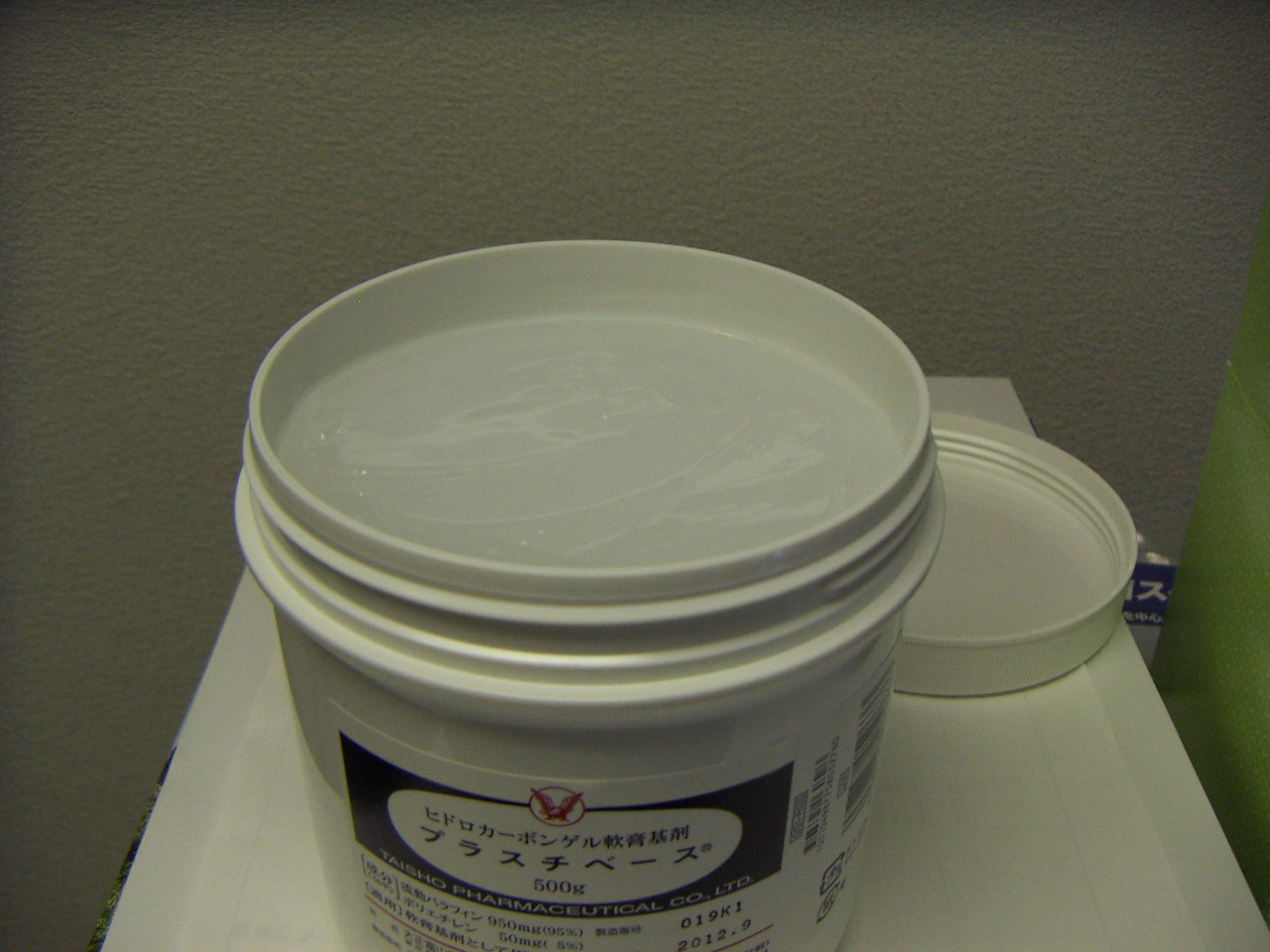
プラスチベース製品内容

## 概要
医療用グレードの流動パラフィンにゲル化剤としてポリエチレン樹脂を混合し、加熱して溶かしたものを急冷して製造したものである。本品は米 Research Products Corp. が1953年に特許を取得したもので、軟膏基剤としてはブリストル・マイヤーズ スクイブの前身、スクイブ社の研究所によって製剤としての道が開かれた。当初はポリエチレンの混入重量比5 % (5W) のものだけだったが、その後、混入重量比10 % (10W)・ 20 % (20W)・ 30 % (30W)・ 50 % (50W) ならびに 55 % (55W) のものが開発された。また医薬品として有効成分を混和する際に水分を吸収したり各種の安定剤を混ぜる特許が出された。日本においてはポリエチレンの重量混合比 5 % のものが単独で上市されており、それ以上の混合比のものは臨床試験で用いられた。本軟膏基剤の著名な用途としてブリストル・マイヤーズ スクイブ製の口腔内外用合成ステロイド『ケナログ』軟膏が本軟膏基剤を使用しており、ジェネリック薬剤で同等品の軟膏基剤にも用いられている。

## 特徴
流動パラフィン・ポリエチレンともに不飽和基（二重結合など）を持たないので化学的に安定している。室温保管で、使用期限は3年である。抗原性が低いので軟膏剤の基剤として広く用いられている。白色ワセリンよりも洗い流しやすいが、疎水性の軟膏であるためクリーム剤よりも洗い流しにくい。刺激性の少ないことから、眼軟膏の基剤としてはこのプラスチベースと高純度な眼科用白色ワセリンであるプロペトが用いられることが多い。
ヒトの皮膚は、皮脂腺からの分泌物に覆われており、嫌気性環境で表皮ブドウ球菌などが共生している。プラスチベースによる飽和炭化水素皮膜はその代替として有用であり、皮膚の湿潤療法でしばしば処方される。
- 処方される疾患
  - 湿疹
  - 皮膚炎
  - 乾皮症
  - 老人性乾皮症…皮膚の老化に伴う分泌機能低下症
  - あかぎれ